# Spider-Man 2 (jeu vidéo, 2004)
Pour les articles homonymes, voir Spider-Man 2 (homonymie).
Spider-Man 2 est un jeu vidéo d'action-plates-formes développé par Treyarch pour l'éditeur Activision. Sorti en 2004, il est disponible entre autres sur PlayStation 2, Xbox, Windows et GameCube. À l’instar de son prédécesseur, Spider-Man, il suit la trame globale du film dont il est inspiré.
Vicarious Visions a développé une version en parallèle sur les supports Nintendo DS et PSP, et Digital Eclipse a fait de même pour la Game Boy Advance. Il existe aussi une version sur téléphone N-Gage.

## Scénario
Comme dans le premier Spider-Man, sorti deux ans plus tôt, l’intrigue du film est respectée tout en étant agrémentée de personnages et histoires issus des comics. Ainsi, si l’on a le loisir de combattre le Dr Octopus, il faudra également en découdre avec le Rhino, Mystério et le Shocker. La Chatte Noire est également présente, en tant qu’alliée.

## Système de jeu

### Généralités
Le concept de jeu a été totalement revu par rapport au Spider-Man, premier du nom. En effet, avec ce nouvel opus, les développeurs ont cédé à la mode du GTA-like. En d’autres termes, il n’y a pas de menu principal, le joueur est immédiatement parachuté dans la ville de New York et demeure libre de ses mouvements. Ainsi, il est possible de visiter tout Manhattan, depuis l’Empire State Building jusqu’à Liberty Island, en passant par Central Park ou Chinatown.

Après une brève introduction du narrateur et un petit entraînement préalable, destiné notamment à familiariser le joueur avec le nouveau gameplay, l’aventure principale commence. Celle-ci est décomposée en une quinzaine de chapitres, eux-mêmes subdivisés en missions qu’il est possible d’accomplir à la manière et dans l’ordre que l’on souhaite. La liberté de mouvement est totale, le joueur pouvant descendre dans les rues (contrairement au premier épisode), monter au sommet des gratte-ciels et tisser la toile aux quatre coins de la ville.
L'objectif récurrent de l’aventure consiste à collecter un certain nombre de « points de héros ». Pour ce faire, le joueur doit venir en aide à la population de New York via de petites missions : déjouer un vol, sauver un ouvrier sur le point de tomber, emmener une personne blessée à l’hôpital, arrêter des bandits, etc. Si l’objectif est atteint, il reçoit ces fameux points. Toutefois, il existe une foule d’autres moyens pour en gagner. On pourra citer :
- les missions annexes : prendre des photos pour le Daily Bugle, aller voir Mary-Jane, livrer des pizzas (chacune devant être accomplie en temps limité) ;
- les défis : aller d’un endroit de la ville à un autre, le plus vite possible ;
- la quête des « jetons », lesquels sont disséminés au sommet des gratte-ciels et sur les balises, au bord de l’eau. Il existe également des jetons « cachette » et « secret ».

Les points de héros, une fois collectés, peuvent être dépensés dans la « boutique du tisseur » pour acheter des nouvelles compétences, telles des combos ou des figures aériennes.
Version PC
Le système de jeu est toutefois different sur la version PC :
- La caméra se dirige avec la souris
- Le balancement ne peut se faire qu'en realisant un pointer/cliquer sur des cibles présentes en l'air
- Attaquer ces ennemis et les mouvements de toile se font en pointant la souris et en cliquant quand la mention de l'action souhaitée apparaît 
- Le sens d'araignée est représenté par des triangles presents dans les coins supérieurs de l'écran et permet de marquer un danger que l'on doit esquiver avec une série de touches spécifique (jaune), une perte de santé (rouge) ou si l'on se rapproche d'une araignée exotique ou d'un évadé de prison cachés dans le jeu (blanc).
- Les missions annexes, les défis, les jetons et certains personnages (Shocker et la Chatte Noire, par exemple) ont été retirées
- Réaliser des sauts verticaux pendant un balancement et attaquer ces ennemis remplissent une jauge d'adrénaline qui, une fois pleine, permet de rendre les poings de Spider-Man brillants à proximité d'un ennemi à combattre et de donner de puissants coups pendant quelques secondes.

### Personnages
| Liste des personnages |
| --- |
| - Peter Parker / Spider-Man - Dr. Otto Octavius / Le Docteur Octopus - Rosalie « Rosie » Octavius - Mary Jane « MJ » Watson - Felicia Hardy / La Chatte Noire - Dr. Curtis « Curt » Connors / Le Lézard (Le Lézard lui-même avec la transformation du Dr. Connors n'apparaît que dans la version Game Boy Advance) - Harry Osborn - J. Jonah Jameson - John Jameson - Betty Brant - Joseph « Robbie » Robertson - M. Aziz - May Reilly Parker / Tante May - Aleksei Sytsevich / Le Rhino - Quentin Beck / Mystério - Herman Schultz / Le Shocker - Adrian Toomes / Le Vautour (versions PSP, Game Boy Advance et Nintendo DS uniquement / présence de plumes en forme de clin d'œil dans la version PS2, Xbox et GameCube sur le lieu de l'affrontement avec ce personnage dans le jeu précédent) - Calypso Ezili / Calypso / La Sorcière / La Sorcière de Kraven (version PS2, Xbox et GameCube dans l'Arène uniquement) - Thomas Fireheart / Le Puma (versions PC uniquement) |
| Ennemis |
| - Voyous et gangs criminels - Braqueurs de banque - Braqueurs du Metropolitan Museum of Art - Complices du Rhino - Détenus - Sbires robot-martiens de Mystério - Sbires clown-culbutos de Mystério - Sbires reflets déformés de Spiderman de Mystério - Sbires du Shocker - Sbires du Dr Octopus - Robots exosquelettes d'un gang criminel - Homme-lézards / sbires créatures du Lézard |
| Autres |
| - Passants de New York - Ouvriers de chantiers à sauver - Dame à la malette - Policiers - Policiers du SWAT - Clients de la Pizzéria Aziz - Personnel et journalistes du Daily Bugle - Public du défi lancé à Spiderman par Quentin Beck - Public de la présentation du Dr. Octavius - Otages du public du Metropolitan Opera à sauver - Gardes de sécurité de la banque à sauver - Otages de la banque à sauver |

## Voix originales et françaises
- Tobey Maguire (VF : Damien Witecka) : Peter Parker / Spider-Man
- Alfred Molina : Dr. Otto Octavius / Le Docteur Octopus
- Kirsten Dunst (VF : Marie-Eugénie Maréchal) : Mary Jane « MJ » Watson
- Josh Keaton (VF : Marc Saez) : Harry Osborn
- Holly Fields (VF : Laura Blanc): Felicia Hardy / La Chatte Noire
- Joe Alaskey : Dr. Curtis « Curt » Connors, Voyou
- Jay Gordon : John Jameson, Officier de Police
- Charles Klausmeyer : John Jameson, Garde de Sécurité, Piéton, Voyou
- Bethany Roades : Betty Brant
- Jeff Coopwood : Joseph « Robbie » Robertson
- Mindy Sterling : May Reilly Parker / Tante May, Rosalie « Rosie » Octavius, Piéton
- John DiMaggio : Aleksei Sytsevich / Le Rhino, Garde de Sécurité, Voyou
- James Arnold Taylor : Quentin Beck / Mystério
- Michael Beattie : Herman Schultz / Le Shocker
- Keith Szarabajka : M. Aziz
- Mike Mccoll : Officier de Police
- J.K. Simmons : J. Jonah Jameson
- Larry Huffman : Annonceur
- Dee Bradley Baker : Mystério, Puma Mysteriobot, Conducteur de Train, Caissier de Banque, Homme Scientifique
- Bruce Campbell (VF : Gerard Surugue): Le narrateur

## Édition Nintendo DS
La version Nintendo DS ne comprend pas autant de personnages ni autant d'ennemis. Dans la version Nintendo DS du jeu, le joueur n'affronte que Mystério, Le Vautour et le Dr Octopus. Si le joueur réussit à finir un niveau quel qu'il soit en un temps donné, il aura la capacité de débloquer des attaques Bonus de Spider-Man, mais uniquement si le niveau choisi possède la mention Bonus à débloquer.
Les chapitres du jeu sont au nombre de 14 et se nomment ainsi : 
- Chapitre 1 : L'épreuve du feu (le joueur doit extraire 5 personnes d'un bâtiment en flammes)
- Chapitre 2 : Prisonniers en fuite (le joueur doit capturer 23 détenus évadés de la Prison Ravencroft)
- Chapitre 3 : Urgence au labo (le joueur doit libérer 12 otages et arrêter 12 bandits en moins de 6 minutes)
- Chapitre 4 : La salle des réacteurs  (le joueur doit éteindre les 6 panneaux qui font fonctionner le réacteur en moins d'une minute)
- Chapitre 5 : Le Musée du chaos (le joueur doit libérer 12 otages prisonniers des griffes d'un inconnu qui se révèlera être Mystério)
- Chapitre 6 : La folie de Mystério (le joueur doit affronter Mystério tout en maintenant la santé de Spider-Man à 90%)
- Chapitre 7 : La révolte des robots (le joueur doit détruire les 23 robots de Mystério en moins de 10 minutes)
- Chapitre 8 : Doc Ock entre en scène (le joueur doit affronter Doc Ock une première fois)
- Chapitre 9 : Rendez-vous explosif (le joueur doit désamorcer les 10 bombes du Vautour)
- Chapitre 10 : Attaque aérienne (le joueur doit affronter le Vautour)
- Chapitre 11 :Le défi de Doc Ock (le joueur doit détruire les 30 robots de Doc Ock en moins de 12 minutes)
- Chapitre 12 : Attaque en vitesse (le joueur doit affronter Doc Ock une seconde fois)
- Chapitre 13 : L'épreuve du réacteur  (le joueur doit éteindre les 12 panneaux qui font fonctionner le réacteur)
- Chapitre 14 : Affrontement final (le joueur doit affronter Doc Ock une dernière fois)

## Réception
Spider-Man 2 a été globalement bien accueilli. La presse a toutefois été plus sévère que les joueurs, dénonçant notamment la qualité moyenne de la réalisation et la répétitivité des missions, malgré la qualité du système de déplacement du personnage. Sur Metacritic, sa notation grimpe à 80 %, sur une base de 50 critiques. Jeuxvideo.com lui accorde 14/20  (16/20 selon les joueurs, en moyenne), et Gamekult, 6/10 (7,7/10 pour les joueurs).